# シンケールス
株式会社シンケールス（英: Sincerus Co., Ltd.）は、神戸市中央区小野柄通に本社を置く洋菓子、焼菓子メーカーである。一般には店舗名の「ファクトリーシン」の名で知られる。

## 概要

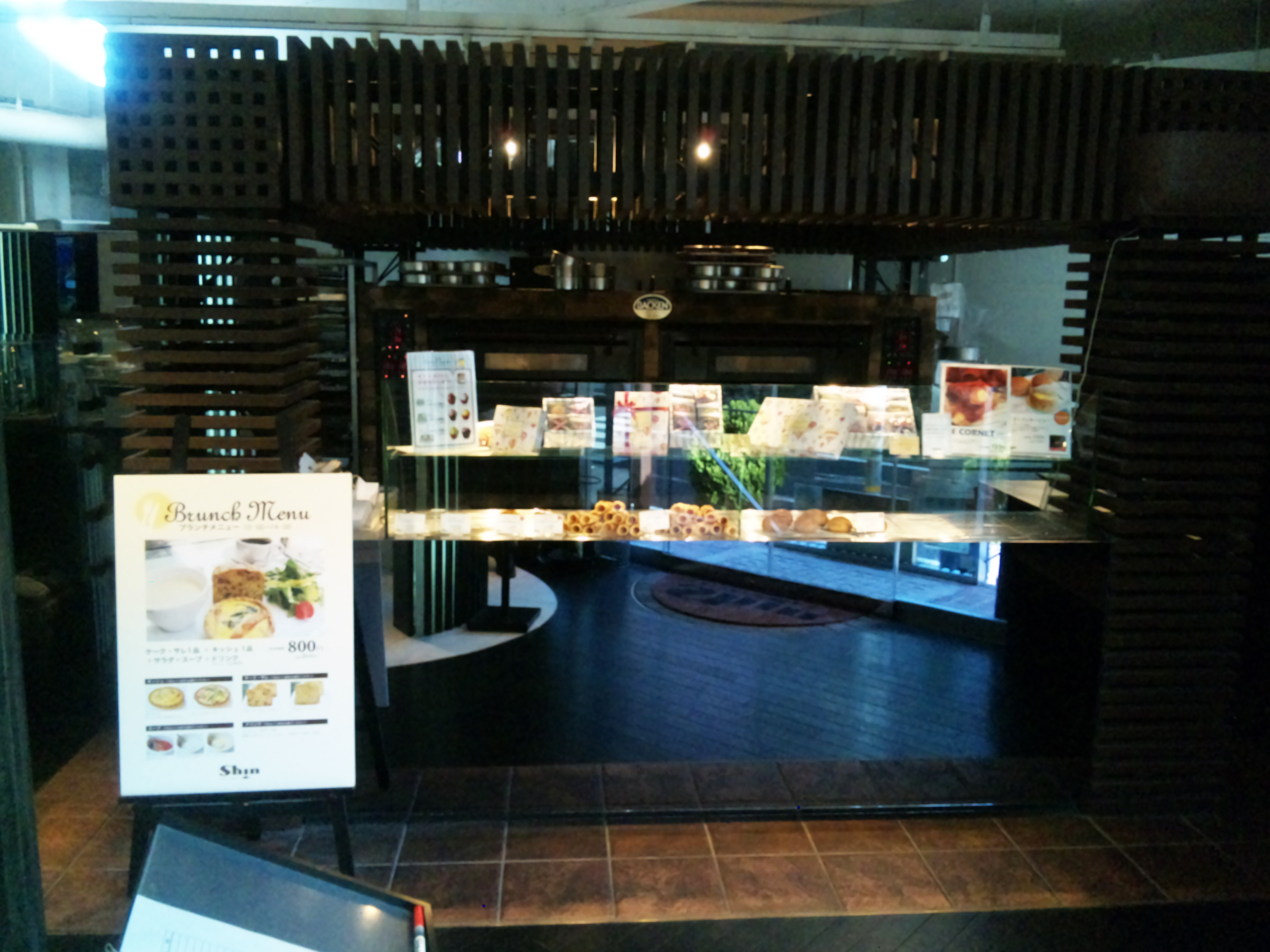
シンケールス店舗（シンファクトリー）

創業者の樫山誠昭により2001年7月に創設される。社名のシンケールス（Sincerus）は、ラテン語で「誠実」を意味し、店名である「ファクトリーシン」の「シン」は日本語の「心」から付けられた。ラテン語は様々な言語の源であることにちなみ、ビジネスにおいても原点に立ち返り客に対して誠実であろうという思いが込められている。商品作りにおいては特に「新鮮さ」にこだわり、果実などは産地農家と契約し旬のものを使用する。また、店舗では通常多くの店がするように、ショーケースに出来上がった商品を展示保存し、取り出し販売するのではなく、ファクトリーシン本店では見本のケーキをひとつだけ入れておき、客の注文があってからクリームを載せるなど最後の仕上げを行い販売する。こうした地道な努力が評価され、2002年の本店の開業からわずか5年で店舗数を15店舗にまで急増させた。
2017年現在、兵庫県内に生産拠点を3カ所、長野県と神奈川県にも持ち、直営店53店舗、スーパーマーケットなど約120店に供給している。

### オリジナル商品

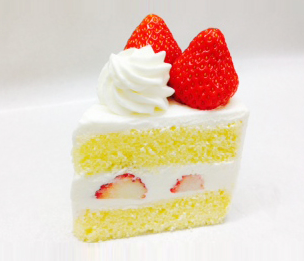
1年がかりで開発された神戸ルージュを使ったショートケーキ

アニバーサリーケーキ、生クリームと卵黄を使い蒸し焼きにしたプリン「金のとろけるプリン」、練乳でコクのある味に仕上げた「銀のこだわりプリン」など他社製品と差別化したオリジナル商品の開発や、2011年には、神戸市農業振興センターとファクトリーシンとの共同事業で幻のイチゴと言われていた「神戸1号」の復活を計画。神戸市北区の池本農園などで栽培を再開。同イチゴは、1960年に露地イチゴとして開発された神戸市唯一のイチゴ品種だったが、ビニールハウス全盛となるに伴い消滅。甘酸っぱく濃厚な味で、中まで赤い特徴などがケーキに合い、また町おこしの一環にもなることから計画された。後に神戸市長の久元喜造により「神戸ルージュ」と命名され2014年には、商品化され店頭に並ぶようになった。

### 企業理念
真心:常にまごころをこめて商品をつくり、客様を迎える。

新鮮:原材料から製品まで新鮮さを追求する。

信頼:客の信頼をうらぎらない。

真実:常に真実一路貫き通す。

親切:人には優しく思いやりの心で接する。

## 沿革
- 2001年7月9日 - 樫山誠昭により創業[1]。
- 2014年4月19日 - 神戸市北区で40年ぶりに試験栽培されている「幻のイチゴ」といわれる「神戸1号」（後に神戸市長により「神戸ルージュ」と改名）を使ったイチゴショートケーキを開発。ファクトリーシン三宮本店、神戸北店、そごう神戸店などで販売が開始された[6]。
- 2015年1月27日 - 東急フードショー渋谷駅東横店にてチャプチーノ期間限定ショップをオープン。未来のライフスタイルと食を提案する朝食菓子「NY Bar-Breakfast」を発売[11]。
- 2015年2月18日 - 2014年に開発、イチゴショートケーキに使用されていた幻のイチゴ「神戸1号」の名称が「神戸ルージュ」に決定。2月21日から限定発売された[12]。
- 2017年6月 - 小野市の子会社グラテス所有の小野市の焼き菓子工場を、投資額7億円で加東市の産業団地「ひょうご東条ニュータウンインターパーク」に移転新設し、旧工場の約3倍の1650m2に拡大。年産能力を稼働5年後をめどに、2倍の4,000万個に引き上げ、年間生産額も2倍の10億円を目指すとした[2]。

## 商品

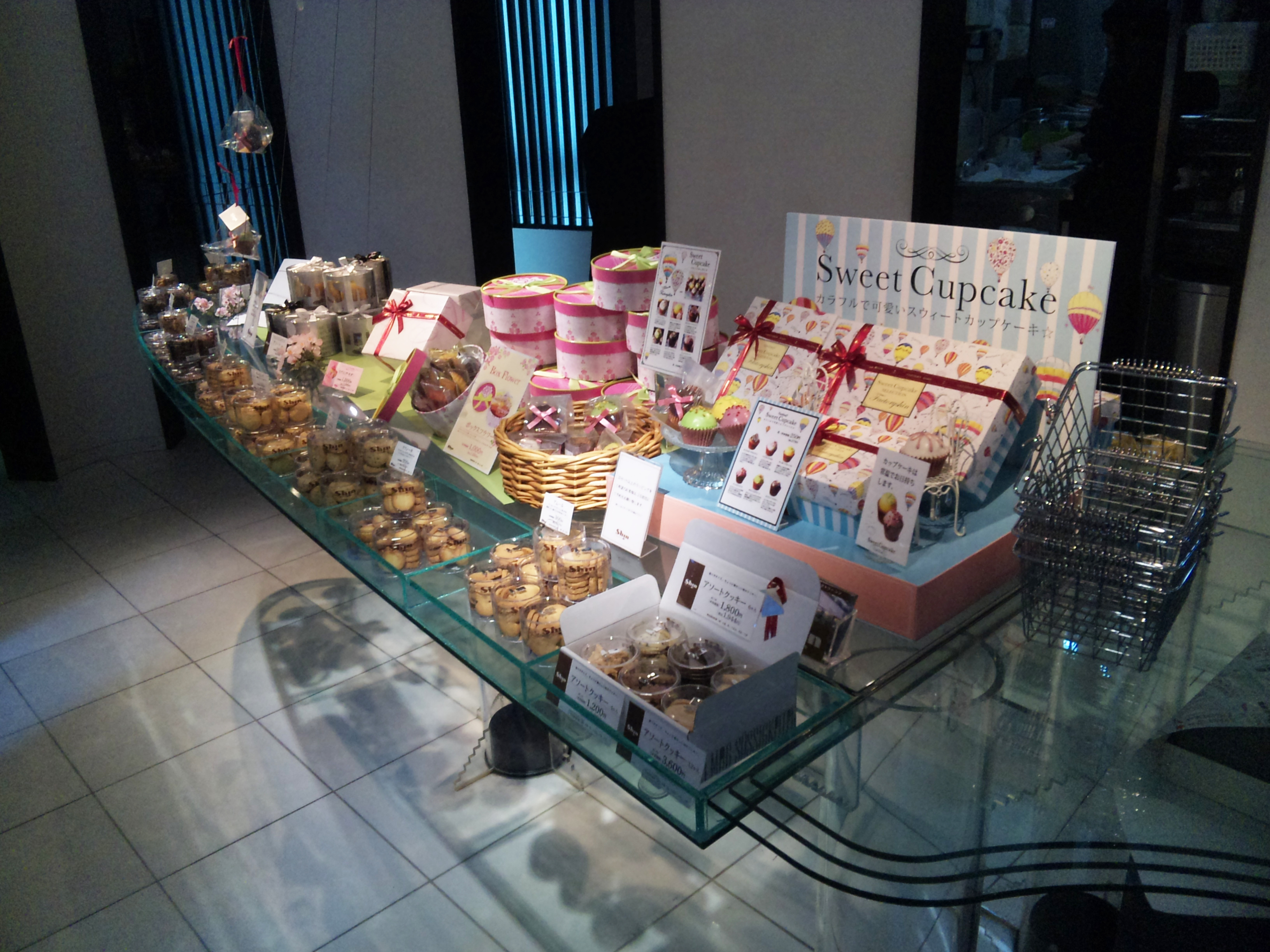
各種商品

- モダン
- エクセレント
- ふわ・ふわ・スプレ
- アソートクッキー
- パイタルト

プレミアムプリン
- 千年樹バーム
- シガー・バー
- スウィートカップケーキ
- リッシュ・レザン
- フルーツハーモニー
- ジュレ・ジャポネーズ

## 独立支援システム
シンケールスでは自社で働く菓子職人が独立しやすいシステムを構築している。一般にケーキ・菓子職人は10-15年ほど修業した後に独立することを夢見るが、実際の店舗経営の現実は厳しく、独立をためらったりあきらめたりする者も多い。創業者の樫山誠昭自身、洋菓子会社の経営に30年以上携わり多くの菓子職人の苦労を目の当たりにしてきた。独立すれば菓子製造だけでなく、人事、経理、資金調達などをすべて自分自身でこなす必要が生じるため、非常な苦労が伴う。しかも経営的に困難な状況にも多く直面し夢破れるものも多い。こうした基本的な問題を解決すべく、樫山が考えたのが社員向けの「独立支援システム」であった。社員はローンを組み2階建ての不動産を購入、1階を店舗兼工場とし、2階を自宅とする。シンケールスが店舗賃貸料を負担するというものだ。これにより独立開業者はローン返済が確実となり、引退後の住まいも確保され、安心して独立できる。
また、ファクトリーシングループとして看板を掲げることでブランド力を生かせ、グループ内の独立起業者同士が共同で原料を仕入れたり、情報や技術の交流を行うことでネットワークが生じる。樫山が最終的に目指すのは、こうした職人への支援を通じ、神戸の洋菓子業界全体の底上げと活性化であると述べている。

## 所在地
関西事業本部
兵庫県神戸市東灘区御影塚町3-3-19
関東事業本部
神奈川県高座郡寒川町岡田4-10-5
本社工場
兵庫県神戸市中央区小野柄通6-1-9
神戸工場
兵庫県神戸市東灘区御影塚町3-3-22
湘南工場
神奈川県高座郡寒川町岡田4-10-5
長野工場
長野県大町市平2656-356
六甲工場
兵庫県神戸市灘区弓木町4-1

## 関連会社
グループ会社
- グラテス

兵庫県小野市敷地町957

## 取引企業
- そごう
- 西武百貨店
- イトーヨーカ堂
- イオンリテール
- 大丸松坂屋百貨店

## 社会貢献
- 阪神・淡路大震災を経験した企業人として、東日本大震災時に、多くの緊急支援物資を現地にいち早く送るなど、社会貢献にも熱心である。2011年4月15日には支援物資が福島県の被災地避難所へ届けられた[14]。
- 2014年から兵庫県中小企業団体中央会が社会貢献活動の一環として始めた、兵庫県内での福祉作業所で製造・販売する神戸土産の新商品「剣菱×Shin Japanese SAKE cake」に剣菱酒造とともに参画、福祉作業施設で生産したスイーツを、神戸市役所内の障害者が働く施設・作業所の手づくり商品専門ショップ「神戸ふれあい工房」にて、神戸土産として商品化する試みなども行っている。商品開発および製造指導を「ファクトリー・シン」のパティシエ（畠中雅明）が、原材料の一部の清酒を剣菱酒造が提供した。福祉作業所での製造を前提とするために、複雑な工程を省く工夫がなされた。こうした神戸市内の企業と福祉作業所との合同による神戸土産品の開発や販売は神戸市でも初めての試みであった[15]。

### 参考サイト
- チャプチーノ（ Ciappuccino）公式サイト
- 神戸市公式サイト「神戸生まれの幻のイチゴ品種「神戸１号」愛称決定！苺ショートケーキとして販売開始されます！！」